# Ahmad al-Hamarsheh
Ahmad al-Hamarsheh (in arabo أحمد الحمارشة‎?; Amman, 10 ottobre 1986) è un cestista giordano.

## Carriera
Con la Giordania ha disputato i Campionati mondiali del 2019 e quattro edizioni dei Campionati asiatici (2013, 2015, 2017, 2022).